# Главное управление воспитательной работы ВС РФ
Главное управление воспитательной работы Вооружённых Сил Российской Федерации (ГУВР ВС России) — орган военного управления, структурное формирование Минобороны России, предназначенное для обеспечения функционирования системы воспитания военнослужащих, укрепления воинской дисциплины, морально-психологического обеспечения боевой готовности, управления органами воспитательной работы в целях поддержания высокого морально-психологического состояния личного состава, необходимого для выполнения задач по подготовке и осуществлению вооружённой защиты Российской Федерации.
Действует в настоящее время на основании Приказов Министра обороны Российской Федерации от 23 октября 1999 года № 494 «Об утверждении положения о Главном управлении воспитательной работы в Вооруженных Силах Российской Федерации» и от 11 марта 2004 г. № 70 «Об органах воспитательной работы Вооружённых Сил Российской Федерации».
В 2018 году переформировано в Управление и передано в состав вновь созданного Главного военно-политического управления Вооружённых сил Российской Федерации.

## История
3 сентября 1992 года образовано Главное управление по работе с личным составом Министерства обороны Российской Федерации (директива Генерального штаба Вооружённых Сил Российской Федерации № ДГШ-314/1/962).
Именно этот день отмечается с тех пор как ежегодный праздник ГУВР ВС.
12 января 1994 года Главное управление по работе с личным составом реорганизовано в Управление воспитательной работы Министерства обороны Российской Федерации (Приказ Министра обороны Российской Федерации № 15 «О совершенствовании руководства воспитательной работой, боевой и морально-психологической подготовкой и военным образованием в Вооруженных Силах Российской Федерации»).
31 декабря 1997 года Главное управление воспитательной работы Министерства обороны Российской Федерации переименовано в Главное управление воспитательной работы Вооружённых Сил Российской Федерации (директива Генерального штаба Вооружённых Сил Российской Федерации от 8 августа 1997 года № 314/6/1398).
1 декабря 2010 года на базе Главного управления воспитательной работы Вооруженных Сил Российской Федерации сформировано Главное управление по работе с личным составом Вооруженных Сил Российской Федерации (во исполнение директивы Министра обороны Российской Федерации от 5 сентября 2010 г. № 121дсп и указаний Генерального штаба Вооруженных Сил Российской Федерации от 13 сентября 2010 г. № 314/9/3542).
С июля 2011 г. начальником Главного управления по работе с личным составом Вооруженных Сил Российской Федерации назначен генерал-майор Чварков Сергей Васильевич.

### Реформа и передача в состав ГВПУ (2018)
Указом Президента Российской Федерации Владимира Путина 30 июля 2018 года учреждено Главное военно-политическое управление Вооружённых сил Российской Федерации. В связи с этим, Главное управление воспитательной работы переформировывается в Управление и входит в состав Главного военно-политического управления, а его кадровый состав переаттестовывается.

## Задачи
К задачам ГУВР ВС отнесены:
- организация воспитательной работы в Вооружённых Силах в интересах проведения государственной политики в области обороны и безопасности;
- организация патриотического воспитания военнослужащих, информационно-разъяснительной работы в Вооружённых Силах по повышению авторитета и престижа военной службы, сохранению и приумножению патриотических традиций;
- организация общественно-государственной подготовки военнослужащих и гражданского персонала в Вооружённых Силах;
- выработка и осуществление эффективных мер по укреплению единоначалия;
- выработка и осуществление мер по укреплению морально-психологического состояния и воинской дисциплины среди военнослужащих Вооружённых Сил;
- организация морально-психологического обеспечения выполнения боевых (учебно-боевых) задач;
- планирование и организация информационного обеспечения Вооружённых Сил Российской Федерации;
- организация психологической работы, осуществление в Вооружённых Силах мер по психологической помощи, поддержке и реабилитации военнослужащих;
- выработка предложений по обеспечению и реализации социальных прав и гарантий военнослужащих, членов их семей и гражданского персонала Вооружённых Сил, организация военно-социальной работы;
- учёт, анализ обеспеченности войск (сил) техническими средствами воспитания и организация их снабжения;
- организация материально-технического и финансового обеспечения воспитательной работы в Вооружённых Силах;
- общее организационно-методическое руководство, управление и всестороннее обеспечение деятельности средств массовой информации Вооружённых Сил;
- обеспечение взаимодействия Минобороны России с общественными и религиозными объединениями в интересах патриотического воспитания военнослужащих.

Также на ГУВР ВС возложены следующие функции:
- по направлению военнослужащих — граждан Российской Федерации, проходящих военную службу по контракту, на профессиональную переподготовку по одной из гражданских специальностей[7];
- по предупреждению самоубийств в войсках и нарушений уставных правил взаимоотношений между военнослужащими[8];
- по осуществлению общего руководства правовым обучением в Вооружённых Силах[9];
- по осуществлению общего руководства музейным делом в Вооружённых Силах[10];
- по осуществлению общего контроля за работой в Вооружённых Силах с обращениями граждан[11];
- по осуществлению контроля за взаимодействием должностных лиц воинских частей и военных комиссариатов с родителями военнослужащих[12];
- и иные.

## Начальники
- Кулаков Владимир Фёдорович (1997—2000)[13]
- Азаров Виталий Михайлович (2000—2002)[14]
- Резник Николай Иванович (2002—2007)[15]
- Башлаков Анатолий Александрович (2007—2009)[16]
- Чварков Сергей Васильевич (2011—2013)
- Смыслов Михаил Вячеславович (2013—2017)
- Барышев Михаил Николаевич (2017 — 2018)[1][2]
- Картаполов Андрей Валерьевич (2018 — настоящее время)[17]

## Символика
Приказом начальника Главного управления кадров — заместителя Министра обороны Российской Федерации по кадрам от 15 апреля 2004 г. № 44 «Об учреждении военных геральдических знаков Главного управления воспитательной работы Вооружённых Сил Российской Федерации» утверждены средняя, малая и большая (герб) эмблемы ГУВР ВС РФ.

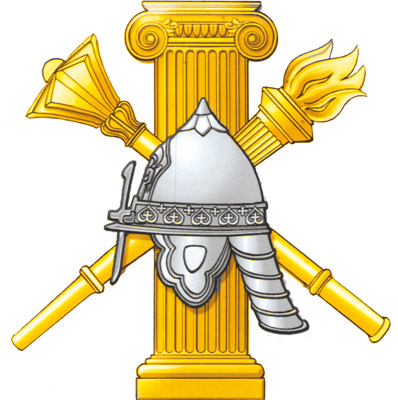
Малая эмблема
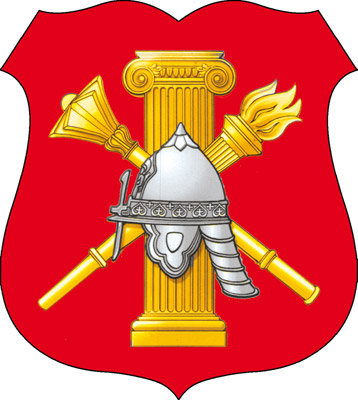
Средняя эмблема
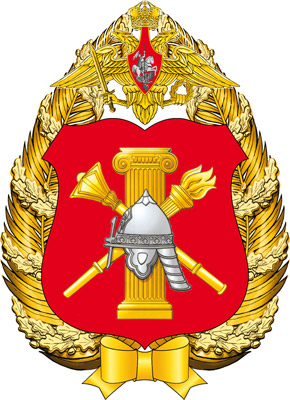
Большая эмблема (герб)